# Ulsteinvik
Ulsteinvik  est une ville de Norvège située dans le comté de Møre og Romsdal. En 2014, la population était de 6 201 habitants.

## Personnalités liées à la commune
- Karsten Warholm (né en 1996), athlète 400 mètres haies.